# Ceinture arabe (Syrie)
La ceinture arabe (arabe : الحزام العربي, al-ḥizām al-ʿarabī) désigne un projet de colonisation interne et de nettoyage ethnique mis en œuvre par le gouvernement syrien dans les années 1960 et années 1970 dans le nord-est du pays, principalement dans le Gouvernorat de Hassaké. Le plan visait à arabiser une bande frontalière d’environ 350 km de long et 10–15 km de large, historiquement peuplée de Kurdes de Syrie, en y implantant des populations Arabes syriens déplacées d’autres régions du pays.

## Historique

### Contexte
Après l’arrivée au pouvoir du Parti Baas en 1963, le gouvernement adopte une idéologie nationaliste arabe et considère la minorité kurde comme une menace potentielle à l’unité de l’État syrien. Le recensement de 1962 à Hasakah aboutit à la déchéance de la citoyenneté pour environ 120 000 Kurdes, qui deviennent apatrides.
Cependant, les régions concernées par le projet de la « ceinture arabe » sont particulièrement riches en ressources naturelles, notamment en gisements pétroliers et en terres agricoles fertiles. Des estimations précisent qu’environ 50 à 60 % des réserves pétrolières syriennes se trouvent dans le district d’Al-Malikiyah, au nord-est du pays. Cette concentration stratégique de ressources dans une zone historiquement peuplée par les Kurdes a renforcé l’intérêt du régime syrien pour sa maîtrise politique et démographique, motivant en partie les politiques de déplacement de population et d’arabisation menées dans le cadre du projet de ceinture arabe.
En 1939, les autorités du mandat français en Syrie ont recensé les chiffres suivants pour les différents groupes ethniques et religieux du gouvernorat de Hassaké
| Circonscription                             | Arabe | Kurde  | Chrétien | Arménien | Yezidi | Assyrien |
| ------------------------------------------- | ----- | ------ | -------- | -------- | ------ | -------- |
| Centre ville de Hassaké                     | 7133  | 360    | 5700     | 500      |        |          |
| Tel Tamer                                   |       |        |          |          |        | 8767     |
| Ras al-Ayn                                  | 2283  | 1025   | 2263     |          |        |          |
| Shaddadi                                    | 2610  |        | 6        |          |        |          |
| Tel Brak                                    | 4509  | 905    |          | 200      |        |          |
| Qamishli city centre                        | 7990  | 5892   | 14,140   | 3500     | 720    |          |
| Amuda                                       |       | 11,260 | 1500     |          | 720    |          |
| Derbasiyeh                                  | 3011  | 7899   | 2382     |          | 425    |          |
| Shager Bazar                                | 380   | 3810   | 3        |          |        |          |
| Ain Diwar                                   |       | 3608   | 900      |          |        |          |
| Dêrik (plus tard renommé al-Malikiyah)      | 44    | 1685   | 1204     |          |        |          |
| Mustafiyya                                  | 344   | 959    | 50       |          |        |          |
| Derouna Agha                                | 570   | 5097   | 27       |          |        |          |
| Tel Koger (plus tard renommé Al-Yaarubiyah) | 165   |        |          |          |        |          |

La population du gouvernorat s'élevait à 155 643 habitants en 1949, dont environ 60 000 Kurdes. Ces vagues continues ont fait grossir le nombre de Kurdes dans la région, qui représentaient 37% de la population de la Jazira lors d'un recensement des autorités françaises en 1939. En 1953, les géographes français Fevret et Gibert estimaient que sur les 146 000 habitants de la Jazira, les Kurdes agriculteurs représentaient 60 000 personnes (41 %), les Arabes semi-sédentaires et nomades 50 000 personnes (34 %) et un quart de la population était chrétienne.

### Recensements de 1943 et 1953
Les recensements de 1943 et de 1953 en Syrie constituent des étapes clés dans la structuration administrative et démographique du pays à l'époque post-mandataire. Réalisés dans un contexte de transition vers l’indépendance et de construction de l’État-nation, ces recensements avaient pour objectif de dresser un inventaire précis de la population résidant sur le territoire syrien. Au-delà de leur fonction statistique, ils ont également servi de fondement à des politiques de citoyenneté et de contrôle des flux migratoires, notamment dans les régions frontalières. Dans les zones majoritairement peuplées par des Kurdes, comme la Djézireh, ces opérations ont soulevé des enjeux sensibles liés à la reconnaissance administrative des habitants, à leur nationalité, ainsi qu’à la question de leur légitimité territoriale, dans un contexte marqué par les tensions ethniques et la peur d’un séparatisme kurde.
| Groupe religieux | Groupe religieux                          | Population (1943) | Pourcentage (1943) | Population (1953) | Pourcentage (1953) |
| ---------------- | ----------------------------------------- | ----------------- | ------------------ | ----------------- | ------------------ |
| Musulmans        | Sunnites                                  | 99,665            | 68.26%             | 171,058           | 73.70%             |
| Musulmans        | Autres musulmans                          | 437               | 0.30%              | 503               | 0.22%              |
| Chrétiens        | Syriaque orthodoxe et syriaque catholique | 31,764            | 21.76%             | 42,626            | 18.37%             |
| Chrétiens        | Arméniens                                 | 9,788             | 6.70%              | 12,535            | 5.40%              |
| Chrétiens        | Autres Eglises                            | 944               | 0.65%              | 1,283             | 0.55%              |
| Chrétiens        | Total chrétiens                           | 42,496            | 29.11%             | 56,444            | 24.32%             |
| Juifs            | Juifs                                     | 1,938             | 1.33%              | 2,350             | 1.01%              |
| Yézidis          | Yézidis                                   | 1,475             | 1.01%              | 1,749             | 0.75%              |
| TOTAL            | Région de Djézireh                        | 146,001           | 100.0%             | 232,104           | 100.0%             |

Parmi les musulmans sunnites, principalement des Kurdes et des Arabes, il y avait environ 1 500 Circassiens en 1938.
En raison de l'immigration kurde dans cette région de la Syrie, la population de ces zones est devenue plus hétérogène. De plus, les Kurdes irréguliers se sont engagés dans le mandat français avec d'autres minorités ethniques ou religieuses, y compris des irréguliers arméniens et kurdes.

### Recensement de 1962
Le gouvernement affirmait que les Kurdes originaires de Turquie « s’infiltraient illégalement » dans la Djézireh afin de « détruire son caractère arabe ». Le 23 août 1962, le gouvernement promulgua le décret n° 93 ordonnant un recensement extraordinaire de la Djézireh. Si une personne n’était pas en mesure de produire un document prouvant qu’elle résidait en Syrie avant 1940, elle était considérée comme immigrée illégale, principalement venue de Turquie. Dans le cadre de ce recensement, le 5 octobre 1962, 120 000 Kurdes de la province furent privés de leur citoyenneté syrienne. Le gouvernement syrien admit par la suite que des erreurs avaient été commises durant ce recensement, mais n’accorda pas de réintégration dans la citoyenneté.
Le recensement indiquait que la population réelle approchait probablement les 340 000 personnes. Bien que ces chiffres aient pu être exagérés, ils semblaient crédibles compte tenu des circonstances. De territoire sans loi et pratiquement vide avant 1914, la Djézireh s’était révélée étonnamment fertile une fois l’ordre imposé par le mandat français et la mise en culture entreprise par une population majoritairement kurde... Il était inévitable de suspecter fortement une immigration massive. En Turquie, la mécanisation rapide de l’agriculture avait provoqué un chômage massif et une importante migration de main-d’œuvre à partir des années 1950. Les terres fertiles mais encore peu cultivées du nord de la Djézireh constituaient un attrait certain, et la frontière concernée était trop étendue pour être surveillée efficacement.
Une décision fut prise par le gouvernement baasiste en 1965 pour construire une ceinture arabe de 350 km de long et de 10 à 15 km de large le long de la frontière entre la Syrie et la Turquie. Cette ceinture planifiée devait s’étendre de la frontière irakienne à l’est jusqu’à Ras al-Ayn à l’ouest.

### Lancement du projet
Le projet est approuvé par le Parti Baas en 1965, mais sa mise en œuvre effective commence en 1973 sous la présidence de Hafez el-Assad. Le plan est rebaptisé « plan de création de fermes d’État modèles dans la province de Jazira » pour en masquer la dimension ethnique.

### Les colonies arabes
Après un autre coup d’État au sein du Parti Baas, Hafez el-Assad émergea en tant que chef de la Syrie baasiste en 1970. Bien que les propositions du rapport Hilal aient été officiellement acceptées par le gouvernement baasiste dès 1965, c’est Hafez el-Assad qui ordonna la mise en œuvre du programme de la ceinture arabe en 1973,. Le nom du projet fut changé par le gouvernement Assad en « Plan pour établir des fermes d'État modèles dans la région de la Djézireh ». À la fin du programme, environ 140 000 Kurdes vivant dans 332 villages furent déplacés de force par le gouvernement syrien, tandis que des dizaines de milliers d’Arabes – principalement originaires de la région de Raqqa – s’installèrent sur les terres confisquées. La zone concernée par le projet formait une bande de terre d’environ 15 km de largeur, s’étendant sur plus de 375 km de long, couvrant les régions frontalières du nord-est de la Syrie avec la Turquie et l’Irak.
Quinze fermes d'État du projet pilote furent construites sur des terres expropriées dans la barriya (ce qui signifie « région sauvage » en arabe), une zone de pâturage et de culture sèche. La majeure partie de ces terres appartenait aux membres de la tribu arabe des Hleissat, anciennement semi-nomade, installée près de Raqqa dans les années 1940. Chaque ferme d’État constituait un village modèle où les ouvriers agricoles étaient rémunérés et encadrés par un « conseil de production ».
Des villages furent construits pour y installer 4 000 familles arabes venues des terres qui allaient être submergées par la mise en eau du barrage de Tabqa et la formation du Lac el-Assad. Les Arabes reçurent des armes et furent répartis entre plus de 50 fermes dites « modèles » dans la région de la Djézireh et au nord de Raqqa. Douze furent construites autour de Qamishli et de Al-Malikiya, et seize autour de Ras al-Ayn.Les noms de villages kurdes de la région furent remplacés par des noms arabes sans lien nécessaire avec l’histoire ou les traditions locales. Ces Arabes furent désignés sous le nom de Maghmurīn (مغمورين, « ceux affectés par l’inondation »). La campagne s’est progressivement estompée sous Hafez el-Assad en 1976, mais les Kurdes déplacés ne furent pas autorisés à revenir.
Chaque village arabe compte entre 150 et 200 maisons, des écoles et des infrastructures agricoles. Les Kurdes sont interdits de résider dans ces nouveaux villages, et leurs propres villages voient leurs noms remplacés par des toponymes arabes.

## Conséquences

### Démographiques
La politique a profondément modifié la composition ethnique du nord-est syrien, réduisant la présence kurde dans certaines zones frontalières.

### Sociales et économiques
Des milliers de Kurdes ont perdu leurs terres, se sont appauvris, et de nombreux apatrides se sont retrouvés sans accès à l’éducation, à la santé, ou à un emploi légal.

### Politiques
En mars 2004, la ville de Qamishli, située au cœur de la région de la ceinture arabe, fut le théâtre d’émeutes kurdes majeures, déclenchées à la suite d’incidents lors d’un match de football entre supporters arabes et kurdes. Ces affrontements révélèrent des tensions ethniques profondes, exacerbées par des décennies de marginalisation, de politiques d’arabisation et de privation de citoyenneté. La répression brutale par les forces de sécurité syriennes fit plusieurs morts, des centaines de blessés et des arrestations massives.

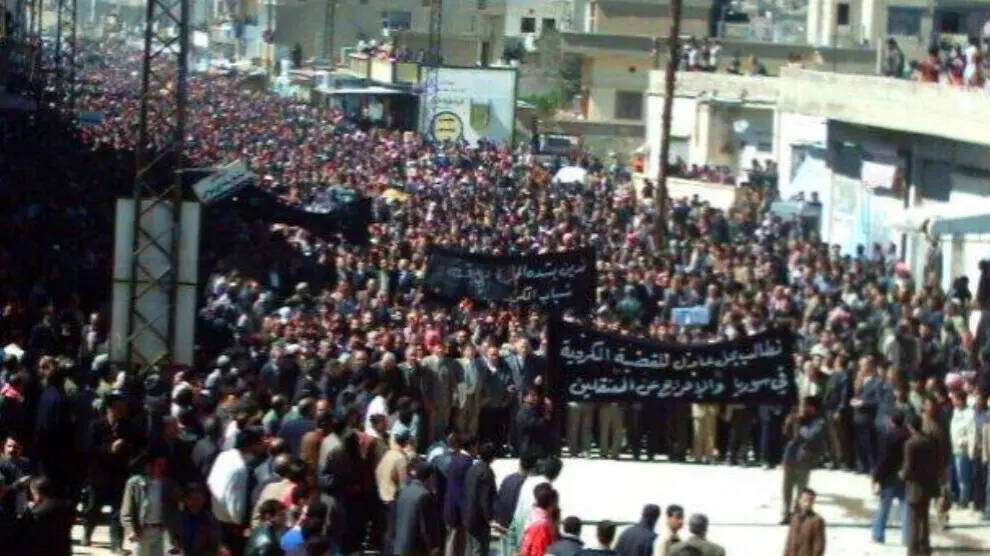
Soulèvement de Qamishlo 2004

Ces événements ont marqué un tournant dans la mobilisation politique des Kurdes syriens, qui commencèrent à s’organiser davantage pour revendiquer leurs droits civiques, culturels et politiques, et mirent en lumière les conséquences à long terme du projet de la ceinture arabe sur la stabilité sociale et l’unité nationale.
Le projet a accentué le ressentiment kurde envers le pouvoir central, alimentant les mouvements kurdes autonomistes dans les décennies suivantes. Il est l’un des facteurs ayant mené à l’établissement de l'Administration autonome du Nord-Est syrien.

## Héritage contemporain

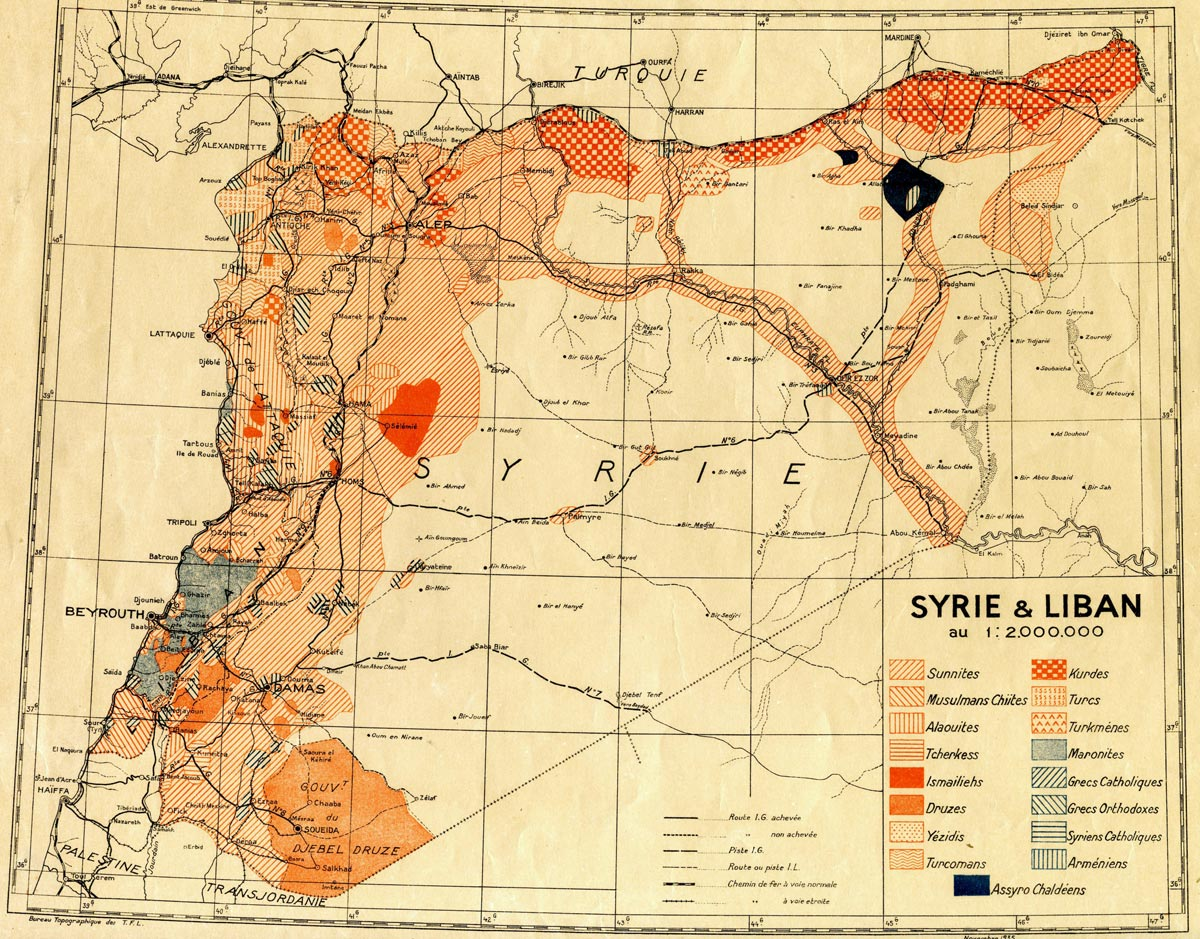
Mosaïque ethnique en Syrie et au Liban (1935)

En 2011, sous la pression des protestations, le régime syrien accorde la citoyenneté à plusieurs dizaines de milliers de Kurdes, mais sans compensation foncière.
La mémoire du projet reste vive chez les Kurdes syriens. Les conflits fonciers entre descendants des colons arabes et Kurdes dépossédés persistent dans plusieurs régions.

## Réactions internationales
Des ONG comme Human Rights Watch ou Amnesty International ont dénoncé la politique de la ceinture arabe comme une forme de discrimination ethnique et de transfert forcé de population. Le Haut-Commissariat des Nations unies aux droits de l'homme a mentionné dans ses rapports les conséquences du recensement de 1962 et du projet de la Ceinture.